# مشيك (نبات)
مَشِيك (الاسم العلمي: Brunia)، جنس نباتات جنبية برية وتزيينة من فصيلة المشيكية. موطنها منطقة راس الرجاء في جنوب إفريقيا.